# Edward Russell, 1:e earl av Orford
Edward Russell, 1:e earl av Orford, född 1653 i London, död där den 26 november 1727, var en engelsk amiral. Han var kusin till folkhjälten lord Russell.
Russell tillhörde de missnöjdas ledare under Jakob II och slöt sig tidigt till Vilhelm av Oranien, men låg blott några år efter 1688 års statsvälvning djupt inne i jakobitiska stämplingar. I förtröstan härpå hade Ludvig XIV 1692 befallt Tourville att med sin underlägsna flotta angripa Russell, vilken förde befälet över en engelsk flotta i Kanalen; men Russell gjorde sin plikt och vann den stora segern vid La Hougue, den 29 maj 1692. Russell tillhörde den grupp av framstående whigledare, som fick namnet "Juntan", och blev 1694 förste amiralitetslord, vilken post han innehade till 1699 och sedermera 1709–1710 och 1714–1717, alltjämt synnerligen illa omtyckt av tories. Han upphöjdes 1697 till earl av Orford.